# Vargem Grande do Sul (ort)
Vargem Grande do Sul är en ort i Brasilien.   Den ligger i kommunen Vargem Grande do Sul och delstaten São Paulo, i den sydöstra delen av landet, 700 km söder om huvudstaden Brasília. Vargem Grande do Sul ligger 725 meter över havet och antalet invånare är 36 213.
Terrängen runt Vargem Grande do Sul är platt åt sydväst, men åt nordost är den kuperad. Runt Vargem Grande do Sul är det ganska tätbefolkat, med 144 invånare per kvadratkilometer.. Närmaste större samhälle är São João da Boa Vista, 18,1 km sydost om Vargem Grande do Sul.
Omgivningarna runt Vargem Grande do Sul är huvudsakligen savann.